# 2018 en Finlande
Chronologie de la Finlande
- 2014
- 2015
- 2016
- 2017
- 2018
- 2019
- 2020
- 2021
- 2022

Cette page concerne les évènements survenus en 2018 en Finlande  :

## Évènement
- 28 janvier : Élection présidentielle
- 16 juillet : Sommet entre la Russie et les États-Unis à Helsinki
- décembre : Scandale des viols d'enfants à Oulu

## Sport
- Championnat de Finlande de hockey sur glace 2017-2018
- Championnat de Finlande de hockey sur glace 2018-2019
- Championnat de Finlande de football 2018
- Organisation des championnats du monde juniors d'athlétisme

## Culture
- Participation de la Finlande au Concours Eurovision de la chanson à Lisbonne.

### Sortie de film
- Hypnose
- Ihmisen osa
- Tyhjiö

## Décès
- Kaj Czarnecki (en), escrimeur.
- Katriina Elovirta (en), footballeuse.
- Markku Into (en), poète.
- Heikki Kirkinen, historien.
- Kalle Könkkölä (en), personnalité politique.
- Lauri Linna (en), personnalité politique.
- Olavi Mäenpää (en), personnalité politique.
- Jukka Mikkola (en), personnalité politique.
- Ulla Nenonen (en), théologien et missionnaire.
- Jaakko Pakkasvirta, réalisateur.